# Charles III Philippe du Palatinat
Charles III Philippe (né le 4 novembre 1661 à Neubourg, décédé le 31 décembre 1742 à Mannheim) est électeur du Palatinat, comte palatin de Neubourg, duc de Juliers et duc de Berg de 1716 à 1742, et comte de Megen de 1716 à 1728.

## Biographie
Il appartient à la maison de Wittelsbach. Né à Neubourg-sur-le-Danube, Charles Philippe est le septième des dix-sept enfants de Philippe-Guillaume de Neubourg et d'Élisabeth-Amélie de Hesse-Darmstadt ; il est également un oncle maternel de l'empereur Charles VI du Saint-Empire.

## Carrière d'un cadet
Bien que Charles Philippe soit clerc à Cologne à l'âge de 14 ans, puis en 1677 à Salzbourg et en 1679 à Mayence, il n'est pas ordonné, mais entame une carrière militaire en 1684. Il participe à la guerre contre les Turcs de 1691 à 1694, et est nommé maréchal impérial. En 1712, il devient gouverneur de l'Autriche antérieure à Innsbruck.

## Électeur Palatin
Son frère Jean-Guillaume de Neubourg-Wittelsbach étant mort en 1716, il lui succède sous le nom de Charles III Philippe.
Heidelberg n'ayant jamais retrouvé son éclat après les exactions de l'armée française en 1689, il déplace sa capitale à la nouvelle ville de Mannheim en 1720. 
Pour renforcer l'union entre les branches de sa dynastie, il unit le 17 janvier 1742 ses petites-filles Élisabeth-Auguste à son neveu et héritier Charles-Théodore de Bavière, et Marie-Anne au prince Clément-François de Bavière. 
Membre de la maison de Wittelsbach, il vote, au détriment de François-Étienne de Lorraine, pour son cousin, le duc-électeur de Bavière Charles-Albert lors de l'élection impériale qui suit la mort de l'empereur Charles VI.
Tandis que l'Europe s'embrase une fois de plus, il meurt en décembre 1742. 
La branche de Palatinat-Neubourg s'éteint, et le Palatinat revient à Charles-Théodore, de la branche de Palatinat-Soulzbach. Une autre petite-fille de Charles Philippe, la comtesse palatine Françoise de Palatinat-Soulzbach, épouse par la suite Frédéric-Michel de Deux-Ponts-Birkenfeld. Leur fils Maximilien devient l'héritier de la branche de Palatinat-Soulzbach.

## Mariages et descendance

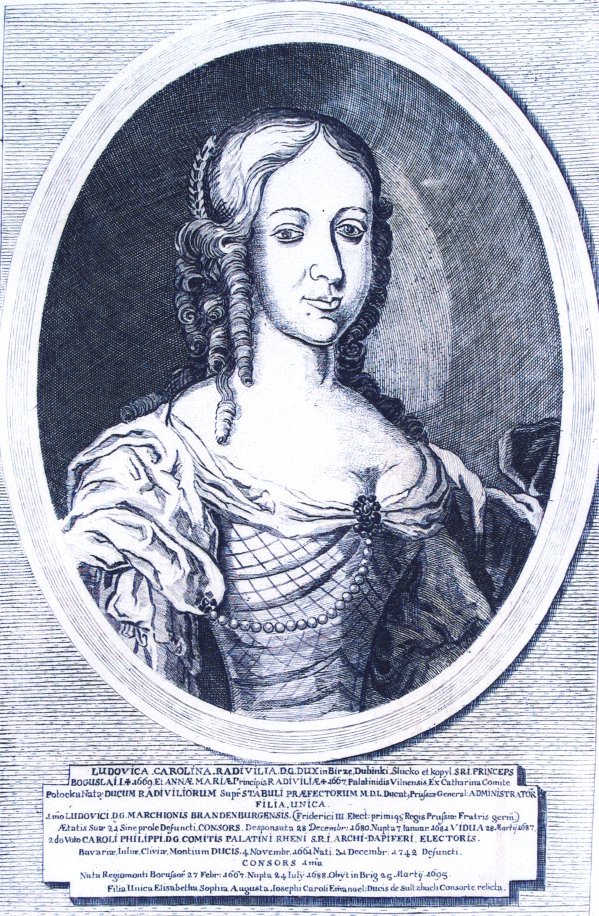
Louise-Caroline Radziwiłł.

Charles Philippe se marie trois fois :
- à Berlin, le 10 août 1688 il épouse la princesse Louise-Caroline Radziwiłł, margravine douairière de Brandebourg, riche héritière en Lituanie. Ils ont quatre enfants :

1. Léopoldine Éléonore Joséphine (née à Brieg le 27 décembre 1689 - décédée le 8 mars 1693).
2. Marie-Anne (7 décembre 1690-1692)
3. Élisabeth-Auguste de Palatinat-Neubourg (née à Brieg le 17 mars 1693, décédée à Mannheim le 30 janvier 1728), qui épouse en 1717 un cousin, le comte palatin Joseph Charles de Soulzbach : ils sont les grands-parents du roi Maximilien.
4. Un fils (né et décédé le 22 mars 1695)

- à Cracovie le 15 décembre 1701, il épouse la princesse Teresa Lubomirska, héritière d'Ostroh. Ils ont deux filles :

1. Théophila Élisabeth Françoise Félicité (née le 13 novembre 1703 et morte le 31 janvier 1705)
2. Anne Élisabeth Théophila (née à Innsbruck le 9 juin 1709 et décédée à Innsbruck le 10 février 1712)

- en 1728, il épousa en troisièmes noces la comtesse Violante Thérésia (1683-1734), fille du comte Philippe-Guillaume de Thurn et Taxis, et de son épouse la comtesse Marie-Adélaïde von Aham zu Wildenau. Cette union sans descendance est morganatique, car la branche Augsbourg de la riche famille Thurn und Taxis n'est élevée au rang de baron qu'en 1657, et faite comte d'Empire en 1701. Mais Violante reçoit le titre honoraire de princesse de la part de Charles VI du Saint-Empire en 1733.